# Sadie Soverall
Sadie Soverall (Wandsworth, 17 de enero de 2002), es una actriz británica. Es mayormente conocida por su papel como antagonista en la serie web de Netflix Fate: The Winx Saga, donde interpreta a Beatrix.

## Biografía
Soverall nació el 17 de enero de 2002 en Wandsworth, un distrito en Londres, Reino Unido. Su trabajo como actriz empezó en 2019, con la película Rose plays Julie, donde interpretó a Eva, uno de los personajes. Pero el rol qué la llevaría al estrellato sería el de Beatrix, en la serie de Netflix Fate: The Winx Saga, serie con la que debutó en la pequeña pantalla.

## Vida personal
A pesar de ser una de las más jóvenes entre el reparto de la serie Fate: The Winx Saga, logró llevarse bien con la mayoría del reparto entre bastidores, como Abigail Cowen y Eliot Salt. Otras de sus mayores aficiones, además de la actuación, son la lectura, la fotografía y el surf.

## Filmografía

### Cine
| Año  | Título           | Rol | Director                     | Notas                 |
| ---- | ---------------- | --- | ---------------------------- | --------------------- |
| 2019 | Rose plays Julie | Eva | Joe Lawlor, Christine Molloy | Debut cinematográfico |
| 2023 | Saltburn         |     |                              |                       |
| 2023 | Arcadian         |     |                              |                       |

### Televisión
| Año         | Título              | Rol     | Plataforma | Notas                 |
| ----------- | ------------------- | ------- | ---------- | --------------------- |
| 2021 - 2022 | Fate: The Winx Saga | Beatrix | Netflix    | Personaje antagonista |